# Vesperus bolivari
Vesperus bolivari es una especie de insecto coleóptero de la familia Vesperidae. Estos longicornios se distribuyen por el sur de la península ibérica (España y Portugal).
V. bolivari mide entre 16 y 20 mm, estando activos los adultos entre agosto y octubre.